# Метод kp
k·p метод — метод теории возмущений в физике твердого тела, который позволяет приближенно рассчитать энергию и волновую функцию носителя заряда в произвольной точке зоны Бриллюэна по известным значениям в другой точке, обычно в точке высокой симметрии. Для этого используются значения ширины запрещённых зон и эффективные массы в точке высокой симметрии полученные из эксперимента или численного расчёта. Метод особенно эффективен при расчетах эффективной массы, но, применяя высокие порядки теории возмущений, можно рассчитать закон дисперсии во всей зоне. Метод получил развитие в работах Дж. Бардина и Ф. Зейтца. Своё название получил из-за возникновения возмущения в виде произведения волнового вектора обозначаемого k на оператор момента p.

### Теорема Блоха и волновые векторы

Непрерывная линия: схематичное изображение блоховской волны (только реальная часть) в одномерном случае. Линия точками — вклад от экспоненциального множителя e^{ik·r}. Круги изображают атомы.

Согласно квантовой механике (в одноэлектронном приближении) квазисвободные электроны в любом твердом теле характеризуются волновыми функциями, которые являются собственными состояниями следующего стационарного уравнения Шредингера:
{\displaystyle \left({\frac {p^{2}}{2m}}+V\right)\psi =E\psi }
где p — квантовомеханический оператор импульса, V — потенциал, m — масса электрона. (Это уравнение пренебрегает спин-орбитальным эффектом).
В кристаллическое твердом теле, V является периодической функцией, с той же периодичностью, что и кристаллическая решетка. Теорема Блоха утверждает, что решения этого дифференциального уравнения можно записать в следующем виде:
{\displaystyle \psi _{n,\mathbf {k} }(\mathbf {x} )=e^{i\mathbf {k} \cdot \mathbf {x} }u_{n,\mathbf {k} }(\mathbf {x} )}
где k — вектор (называемый волновым вектором), n — дискретный индекс (называемый зонным индексом), а un,k — функция с той же периодичностью, что и кристаллическая решетка.
Для любого заданного n ассоциированные состояния называются зоной. В каждой зоне будет существует связь между волновым вектором k и энергией состояния En,k, называемым законом дисперсии. Вычисление этой дисперсии является одним из основных применений k·p теории возмущений.

### Теория возмущений
Современный вид теория приобрела в работах Кейна который рассмотрел теорию возмущений для узкозонных полупроводников. Периодическая функция un,k удовлетворяет следующему уравнению типа Шредингера:
{\displaystyle H_{\mathbf {k} }u_{n,\mathbf {k} }=E_{n,\mathbf {k} }u_{n,\mathbf {k} }}
где гамильтониан равен
{\displaystyle H_{\mathbf {k} }={\frac {p^{2}}{2m}}+{\frac {\hbar \mathbf {k} \cdot \mathbf {p} }{m}}+{\frac {\hbar ^{2}k^{2}}{2m}}+V}
Заметим, что k — вектор, состоящий из трех вещественных чисел с размерностью обратной длины, а p — вектор состоящий из операторов. В явном виде,
{\displaystyle \mathbf {k} \cdot \mathbf {p} =k_{x}(-i\hbar {\frac {\partial }{\partial x}})+k_{y}(-i\hbar {\frac {\partial }{\partial y}})+k_{z}(-i\hbar {\frac {\partial }{\partial z}})}
В любом случае этот гамильтониан записывается в виде суммы двух слагаемых:
{\displaystyle H=H_{0}+H_{\mathbf {k} }',\;\;H_{0}={\frac {p^{2}}{2m}}+V,\;\;H_{\mathbf {k} }'={\frac {\hbar ^{2}k^{2}}{2m}}+{\frac {\hbar \mathbf {k} \cdot \mathbf {p} }{m}}}
Это выражение является основой для теории возмущений. «Невозмущенный гамильтониан» равен H0, что фактически равен точному гамильтониану при k = 0 (то есть в точке Гамма). «Возмущение» {\displaystyle H_{\mathbf {k} }'}. Анализ этих результатов называется «k · p теорией возмущений» из-за члена, пропорционального k · p. Результатом этого анализа является выражение для En,k и un,k в терминах энергий и волновых функций при k = 0.
Заметим, что вклад «возмущения» {\displaystyle H_{\mathbf {k} }'} становится все меньше, когда k приближается к нулю. Поэтому k · p теория возмущений наиболее точна при малых значениях k. Однако, если в разложение теоории возмущений включено достаточное количество членов, то теория может быть достаточно точна для любого значения k, то есть во всей зоне Бриллюэна. Если минимум зоны проводимости находится в другой точке, например k0, то выражение для гамильтониана можно модифицировать для этого случая:
{\displaystyle H_{\mathbf {k} }=H_{\mathbf {k} _{0}}+\left[{\frac {\hbar }{m_{e}}}(\mathbf {k} -\mathbf {k} _{0})\cdot (\hbar \mathbf {k} _{0}-i\hbar \mathbf {\nabla } )+{\frac {\hbar ^{2}}{2m_{e}}}|\mathbf {k} -\mathbf {k} _{0}|^{2}\right],}
где
{\displaystyle H_{\mathbf {k} _{0}}=H_{0}+{\frac {i\hbar ^{2}}{2m_{e}}}\mathbf {k} _{0}\cdot \mathbf {\nabla } +{\frac {\hbar ^{2}k_{0}^{2}}{2m_{e}}}.}
Слагаемые содержащие k-k0в этом случае малые поправки, которые являются возмущением.

### Невырожденная зона
Для невырожденной зоны (то есть, для зоны, энергия которой в точке k=0 отличается от энергии любой другой зоны) с экстремумом в k=0, и при отсутствии спин-орбитального взаимодействия, k · p метод в первом нетривиальном порядке теории возмущений дает:
{\displaystyle u_{n,\mathbf {k} }=u_{n,0}+{\frac {\hbar }{m}}\sum _{n'\neq n}{\frac {\langle u_{n,0}|\mathbf {k} \cdot \mathbf {p} |u_{n',0}\rangle }{E_{n,0}-E_{n',0}}}u_{n',0},}
{\displaystyle E_{n,\mathbf {k} }=E_{n,0}+{\frac {\hbar ^{2}k^{2}}{2m}}+{\frac {\hbar ^{2}}{m^{2}}}\sum _{n'\neq n}{\frac {|\langle u_{n,0}|\mathbf {k} \cdot \mathbf {p} |u_{n',0}\rangle |^{2}}{E_{n,0}-E_{n',0}}},}
где {\displaystyle u_{n,\mathbf {k} }} и {\displaystyle E_{n,\mathbf {k} }} — волновая функция и энергия квазичастицы в n-й зоне с волновым вектором k, соответственно, а {\displaystyle u_{n,0}} и {\displaystyle E_{n,0}} — аналогичные значения для квазичастицы с нулевым квазиимпульсом.
Поскольку k — действительный вектор, то есть набор чисел, а не оператор, матричные элементы переписываются как:
{\displaystyle \langle u_{n,0}|\mathbf {k} \cdot \mathbf {p} |u_{n',0}\rangle =\mathbf {k} \cdot \langle u_{n,0}|\mathbf {p} |u_{n',0}\rangle .}
Так можно вычислить энергию при любом k, используя только несколько неизвестных параметров: En,0 и {\displaystyle \langle u_{n,0}|\mathbf {p} |u_{n',0}\rangle }. Матричные элементы, заданые последним выражением, родственны дипольным моментам перехода. Их называют оптическими матричным элементами и обычно получают из анализа экспериментальных данных, таких как оптическое поглощение.
Практически сумма по n' часто ограничивается только двумя соседними зонами, поскольку их вклад важнейший (учитывая знаменатель). Однако, для повышения точности, особенно при больших k, необходимо учитывать несколько зон, а кроме того еще и дополнительные порядки теории возмущений.

#### Эффективная масса
Выписанный выше закон дисперсии можно использовать для вычисления эффективной массы электронов проводимости в полупроводнике. Для вычисления закона дисперсии в случае зоны проводимости берется энергия En0 дна зоны проводимости Ec0 и только те члены в сумме, связанные с верхом ближайшей валентной зоны, для которой разница в знаменателе наименьшая поскольку вклад этих членов в сумму самый большой. Тогда знаменатель равен ширине запрещенной зоны Eg, что дает следующее выражение для энергии электрона проводимости:
{\displaystyle E_{c}({\boldsymbol {k}})\approx E_{c0}+{\frac {(\hbar k)^{2}}{2m}}+{\frac {\hbar ^{2}}{{E_{g}}m^{2}}}\sum _{n}{|\langle u_{c,0}|\mathbf {k} \cdot \mathbf {p} |u_{n,0}\rangle |^{2}}.}
Тогда эффективная масса в направлении ℓ равна:
{\displaystyle {\frac {1}{m}}_{\ell }={{1} \over {\hbar ^{2}}}\sum _{m}\cdot {{\partial ^{\ 2}E_{c}({\boldsymbol {k}})} \over {\partial k_{\ell }\partial k_{m}}}\approx {\frac {1}{m}}+{\frac {2}{E_{g}m^{2}}}\sum _{m,\ n}{\langle u_{c,0}|p_{\ell }|u_{n,0}\rangle }{\langle u_{n,0}|p_{m}|u_{c,0}\rangle }.}
Не рассматривая подробно матричные элементы, можно сделать важный вывод, что эффективная масса зависит от ширины запрещенной зоны, и становится нулевой, когда ширина запрещенной зоны нулевая.
Полезные оценки для матричных элементов прямозонных полупроводников дают:
{\displaystyle {\frac {2}{E_{g}m^{2}}}\sum _{m,\ n}{|\langle u_{c,0}|p_{\ell }|u_{n,0}\rangle |}{|\langle u_{c,0}|p_{m}|u_{n,0}\rangle |}\approx 20} еВ {\displaystyle {\frac {1}{mE_{g}}}\ ,}
что справедливо с точностью около 15 % или лучше для большинства полупроводников группы IV, III—V и II—VI.
Мобильными носителя заряда в валентной зоне называются дырками. Оказывается существует два типа дырок с различными эффективными массами. Их называют тяжелыми и легкими. Их эффективные массы анизотропные.

### Учет спин-орбитального взаимодействия
С учетом спин-орбитального взаимодействия уравнения Шредингера для u принимает вид:
{\displaystyle H_{\mathbf {k} }u_{n,\mathbf {k} }=E_{n,\mathbf {k} }u_{n,\mathbf {k} },}
где
{\displaystyle H_{\mathbf {k} }={\frac {p^{2}}{2m}}+{\frac {\hbar }{m}}\mathbf {k} \cdot \mathbf {p} +{\frac {\hbar ^{2}k^{2}}{2m}}+V+{\frac {\hbar }{4m^{2}c^{2}}}(\nabla V\times (\mathbf {p} +\hbar \mathbf {k} ))\cdot {\vec {\sigma }}.}
здесь {\displaystyle {\vec {\sigma }}=(\sigma _{x},\sigma _{y},\sigma _{z})} матрицы Паули. С этим гамильтонианом можно работать аналогично изложенному выше.

### Вырожденные зоны
Для вычисления вырожденных или близких зон, в частности для валентной зоны в материалах вроде арсенида галлия, уравнение можно анализировать, используя подходящий вариант теории возмущений. К моделям этого типа относятся модель Латтиджера-Кона и модель Кейна..